# 殺陣師一代
『殺陣師一代』（たてしいちだい）は、1967年1月20日に ビクターより発売された橋幸夫の86枚目のシングル（SV-520）。

## 概要
- 作詞は佐伯孝夫、作・編曲は吉田正で、橋の両恩師による楽曲である。前年12月5日に『霧氷』で2度目のレコード大賞を受賞した橋が、受賞翌年の最初にリリースした楽曲となる。『シンガポールの夜は更けて』は、前年の12月10日にリリースしており、受賞直後のリリースとなる。
- 楽曲は、長谷川幸延原作による日本の戯曲「殺陣師段平」をもとに作成されており、ジャケットの表、また歌詞の表題部に明記されている。
- 作詞の佐伯孝夫はジャーナリスト出身で、社会の出来事を巧みに取り入れ詩だけでなく、古典芸能や文芸、歴史にも造詣が深く[2]、過去には「弁天小僧」（歌：三浦洸一）、「お嬢吉三」（歌：橋幸夫）、「南海の美少年」（同）なども制作している。
- また、橋がデビュー当初、大映と専属契約を結び、大映スターの市川雷蔵と過去に共演し、親しい関係になっており[3]、橋が出演しない雷蔵主演の映画でも、主題歌を歌っており、1962年9月公開の大映映画「殺陣師段平」で段平の先生澤田正二郎の役で雷蔵が主演していたことも、このテーマを取り上げる要因になった。
- 浪曲の真山一郎による同名の楽曲があるが、作詞梅本たかし、作曲西脇功で別作品である。
- c/wは「花のお江戸の若さま侍」同じく佐伯孝夫作詞、吉田正作曲で、歌舞伎座テレビ室制作・日本テレビ放映「若さま侍捕物帖」の主題歌となっている。

## 収録曲
1. 殺陣師一代
作詞：佐伯孝夫、作・編曲：吉田正
2. 花のお江戸の若さま侍
作詞：佐伯孝夫、作・編曲：吉田正

## 収録アルバム
- 『元祖、股旅ここにあり！』（2001年11月21日） VICL-60817
- 『橋幸夫が選んだ橋幸夫ベスト40曲』（2000年10月4日）VICL-60641～2
- 『＜TWIN BEST＞』（1998年11月6日）VICL-41033～4
- 『橋幸夫／股旅～ベスト・オブ・ベスト』（1994年10月26日）VICT-15078
- 『橋幸夫／豪華版全曲集』 [2CD]（1992年10月28日）VICL-40059～60
- 『橋幸夫／全曲集』（1989年10月21日）VDRY-30005
その他

## カバー
山内惠介“恋する"ベスト / 山内惠介 2009年